# 조판

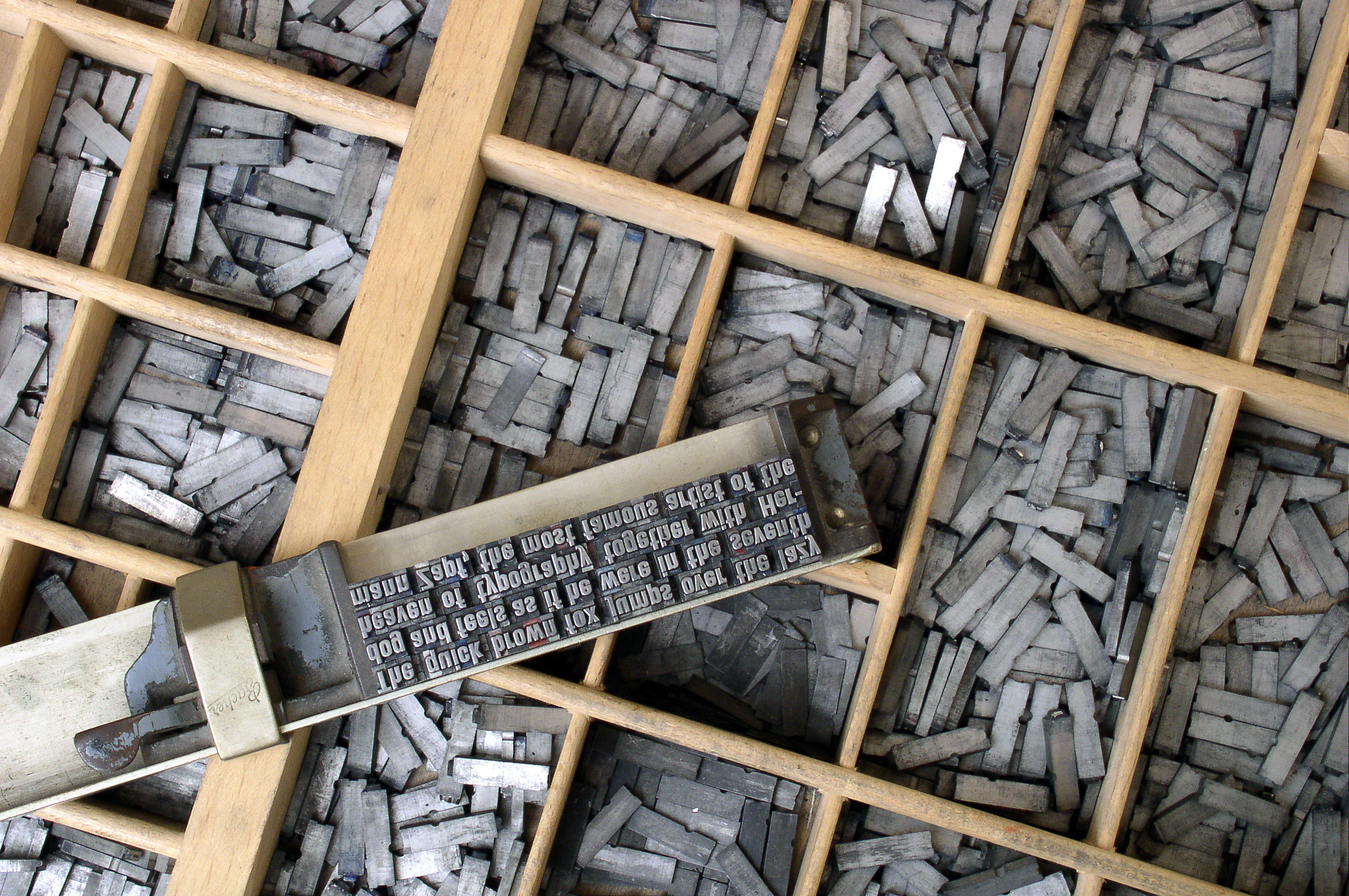
금속활자를 조판한 모습.

조판(組版, typesetting), 또는 식자(植字)는 과거 활자를 배치하여 인쇄를 할 수 있는 활판("판")을 만들어("조")내던 일이다. 오늘날에는 인쇄 공정에서 문자와 도판 등의 요소를 배치하고 지면을 구성하는 행위를 조판이라 한다.
조판은 기계 시스템의 물리적 유형(또는 정렬)을 배열하거나 문자(문자 및 기타 기호)를 나타내는 디지털 시스템의 상형 문자를 배열하여 텍스트를 구성하는 것이다. 저장된 유형은 시각적 표시를 위해 언어 철자법에 따라 검색되고 정렬된다. 조판에는 하나 이상의 글꼴이 필요하다(대체로 서체와 혼동되고 대체되는 글꼴). 조판의 중요한 효과 중 하나는 저작물의 저자를 더 쉽게 발견할 수 있어 허가를 받지 않은 복사자가 어려워진다는 것이다.

## 같이 보기
- 딩뱃
- 수식 편집기
- 합자
- 포인트
- 인쇄
- 인쇄기
- 테크니컬 라이팅